# Kulturní památky v Praze

Katedrála svatého Víta, Václava a Vojtěcha

Níže se nachází výběrový seznam kulturních památek na území Prahy. O přírodních památkách pojednává článek Seznam chráněných území Prahy. Systematický „seznam seznamů“ všech památek po jednotlivých čtvrtích je v článku Seznam kulturních památek v Praze.
Tučně zvýrazněné objekty jsou národními kulturními památkami.

## Na území Pražské památkové rezervace

### Kostely a kaple
- Na Pražském hradě
  - Katedrála svatého Víta, Václava a Vojtěcha
  - Bazilika svatého Jiří
  - Kaple sv. Kříže
  - Kostel Všech svatých
- Kostel Matky Boží před TýnemKostel svatého Mikuláše na Malé Straně

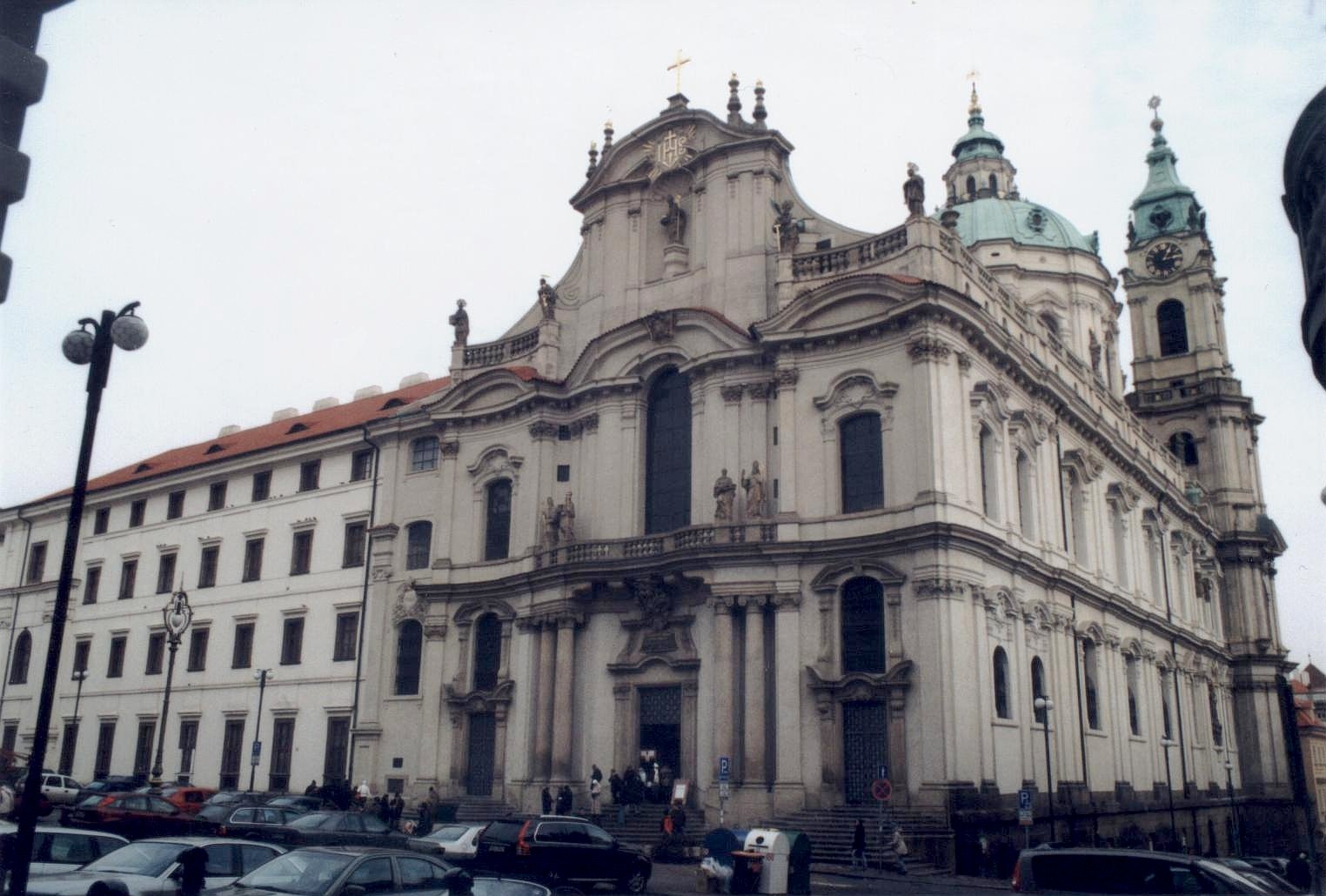
Kostel svatého Mikuláše na Malé Straně

- Kostel svatého Mikuláše (Malá Strana)
- Kostel svatého Mikuláše (Staré Město)
- Kostel Narození Páně (Praha)
- Kostel svatého Jakuba Většího
- Kostel svatého Ducha
- Kostel Panny Marie Sněžné
- kostel Panny Marie Vítězné a svatého Antonína Paduánského
- Kostel svatého Tomáše
- Kostel svatého Bartoloměje
- Kostel svatého Martina ve zdi
- Kostel svaté Anny
- Kostel svatého Jiljí
- Kostel svatého Havla
- Kostel svatého Františka
- Kostel svaté Ludmily
- Kostel svatého Petra na Poříčí
- Kostel Svatého Štěpána (Nové Město)
- Kostel Svaté Kateřiny Alexandrijské (Nové Město)
- Rotunda svatého Longina (Nové Město)
- Rotunda svatého Kříže Menšího (Staré Město)
- Rotunda Svatého Václava - její základy je možné vidět v Konfesním domě (Malostranské náměstí, nyní budova UK)

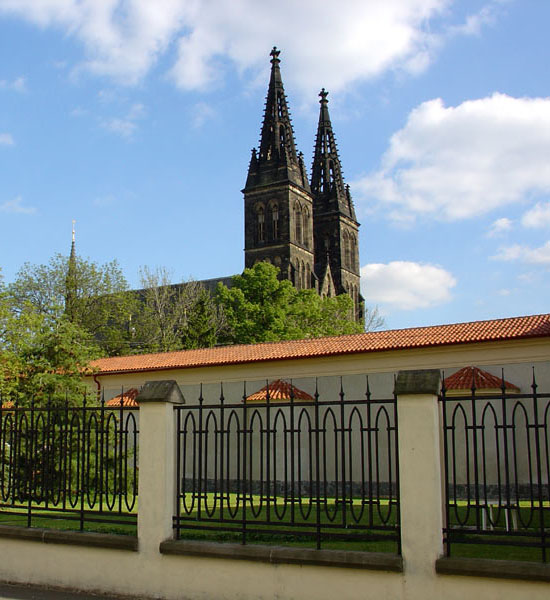
kostel sv. Petra a Pavla

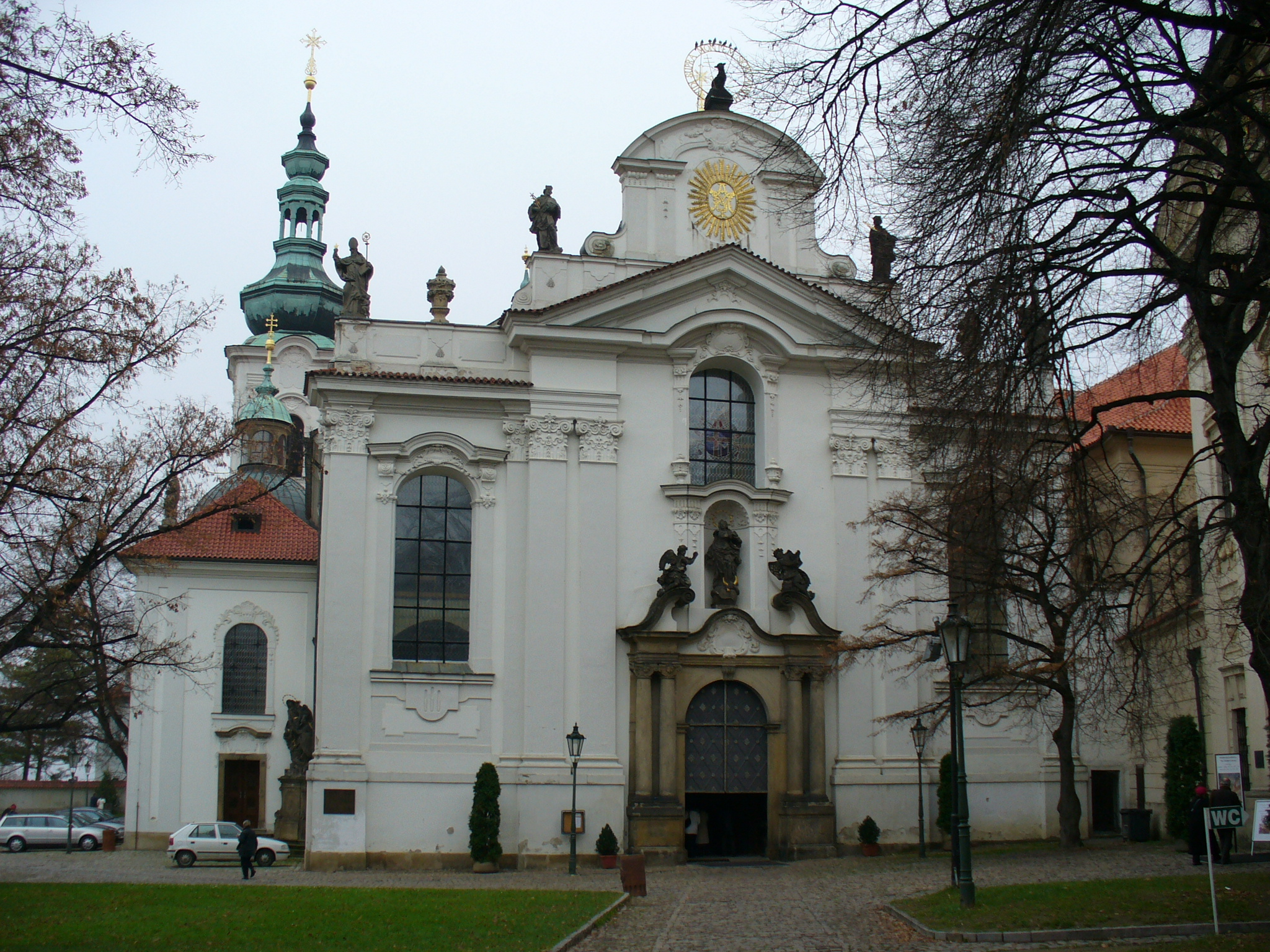
Strahovský klášter

- Betlémská kaple
- Na Vyšehradě
  - Kostel svatého Petra a Pavla
  - Rotunda svatého Martina

### Kláštery
- Strahovský klášter
- Emauzský klášter
- Anežský klášter
- Klášter augustiniánů kanovníků

### Židovské památky
- Staronová synagoga
- Maiselova synagoga
- Klausová synagoga
- Španělská synagoga
- Starý židovský hřbitov

### Paláce

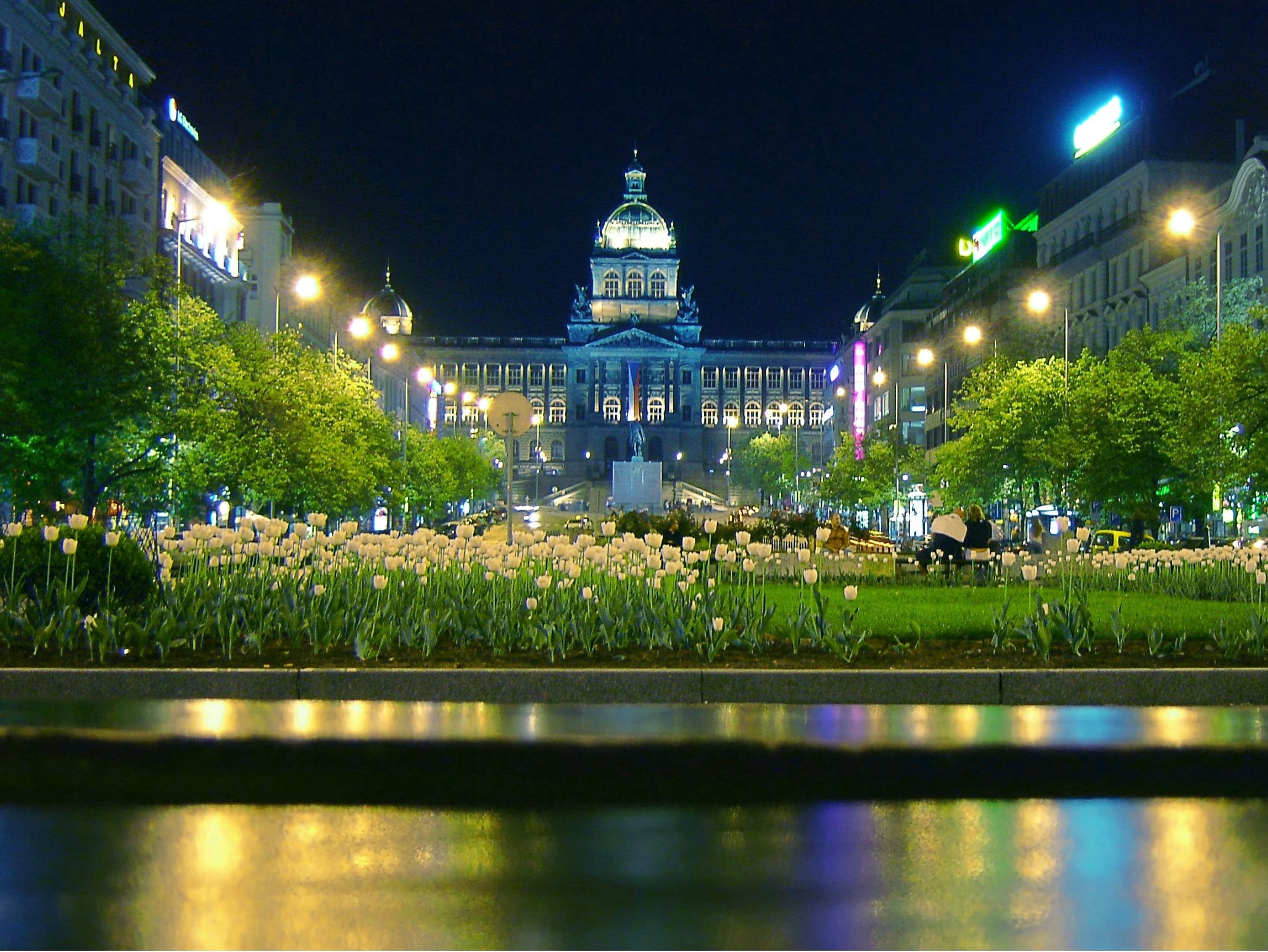
Hlavní budova Národního muzea

- Palác Kinských
- Černínský palác
- Schwarzenberský palác
- Hrzánský palác
- Martinický palác
- Valdštejnský palác
- Šternberský palác
- Tomáškův palác
- Malý Fürstenberský palác
- Thunovský palác
- Kolovratský palác
- Pachtovský palác
- Petschkův palác
- Palác Michny z Vacínova
- Clam-Gallasův palác
- Palác Adria
- Palác Lažanských

### Stavby určené pro vzdělání a kulturu
- Karolinum
- Národní divadlo
- Národní muzeum
- Klementinum
- Rudolfinum

### Ostatní stavby
- Na Pražském hradě
  - Letohrádek královny Anny
  - Staré proboštství
  - Jízdárna Pražského hradu
- Karlův most
  - Staroměstská mostecká věž
  - Malostranské mostecké věže
- Staroměstská radnice
- Novoměstská radnice
- Obecní dům
- Negrelliho viadukt
- Šítkovská vodárenská věž
- Novomlýnská vodárenská věž
- Staroměstská vodárenská věž
- Petržilkovská vodárenská věž - Malostranská vodárna
- Výpravní budova pražského Hlavního nádraží

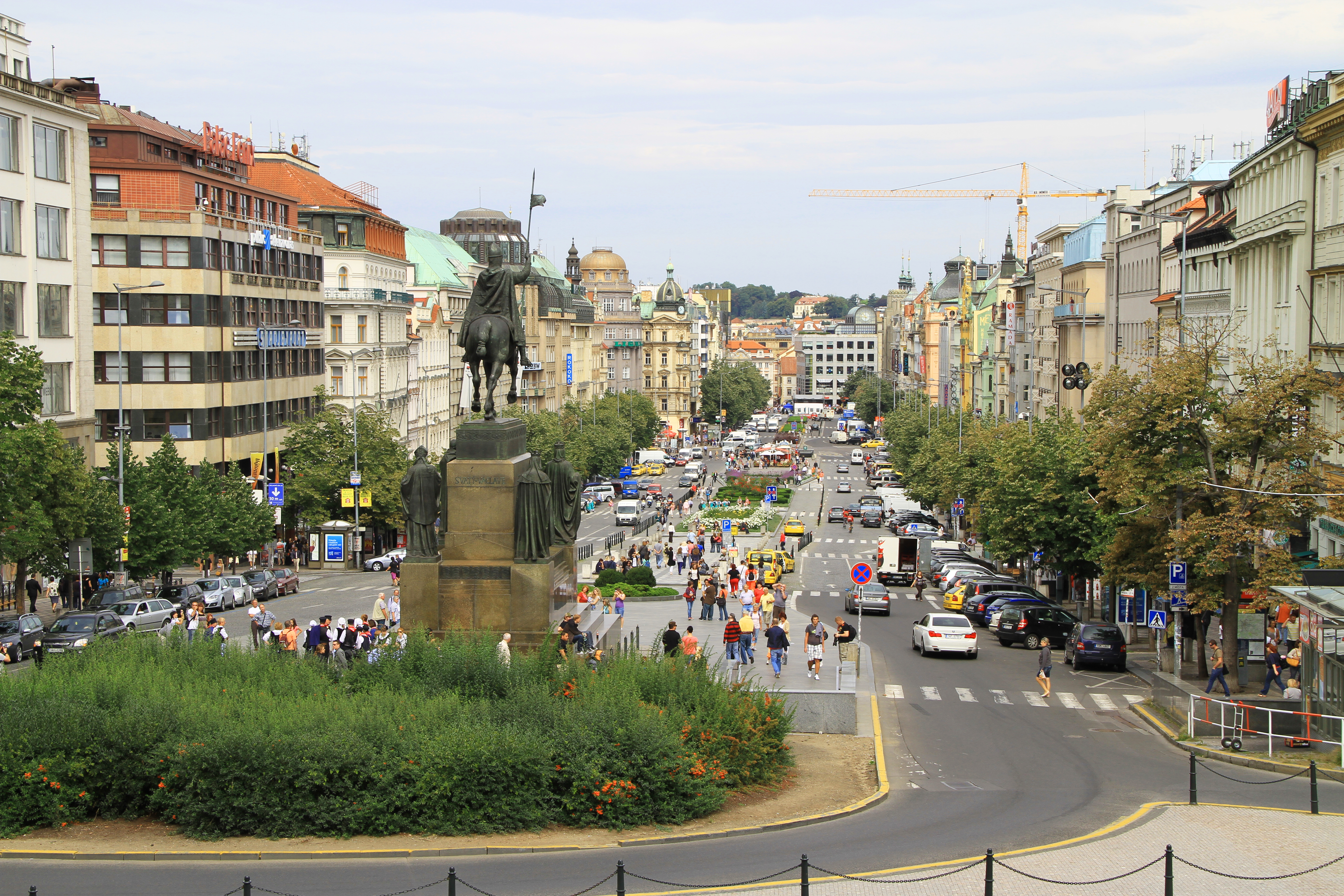
Václavské náměstí

### Kulturní památky, které nemají charakter stavby
- Staroměstské náměstí
- Václavské náměstí
- České korunovační klenoty
- Archiv České koruny

## Mimo území Pražské památkové rezervace

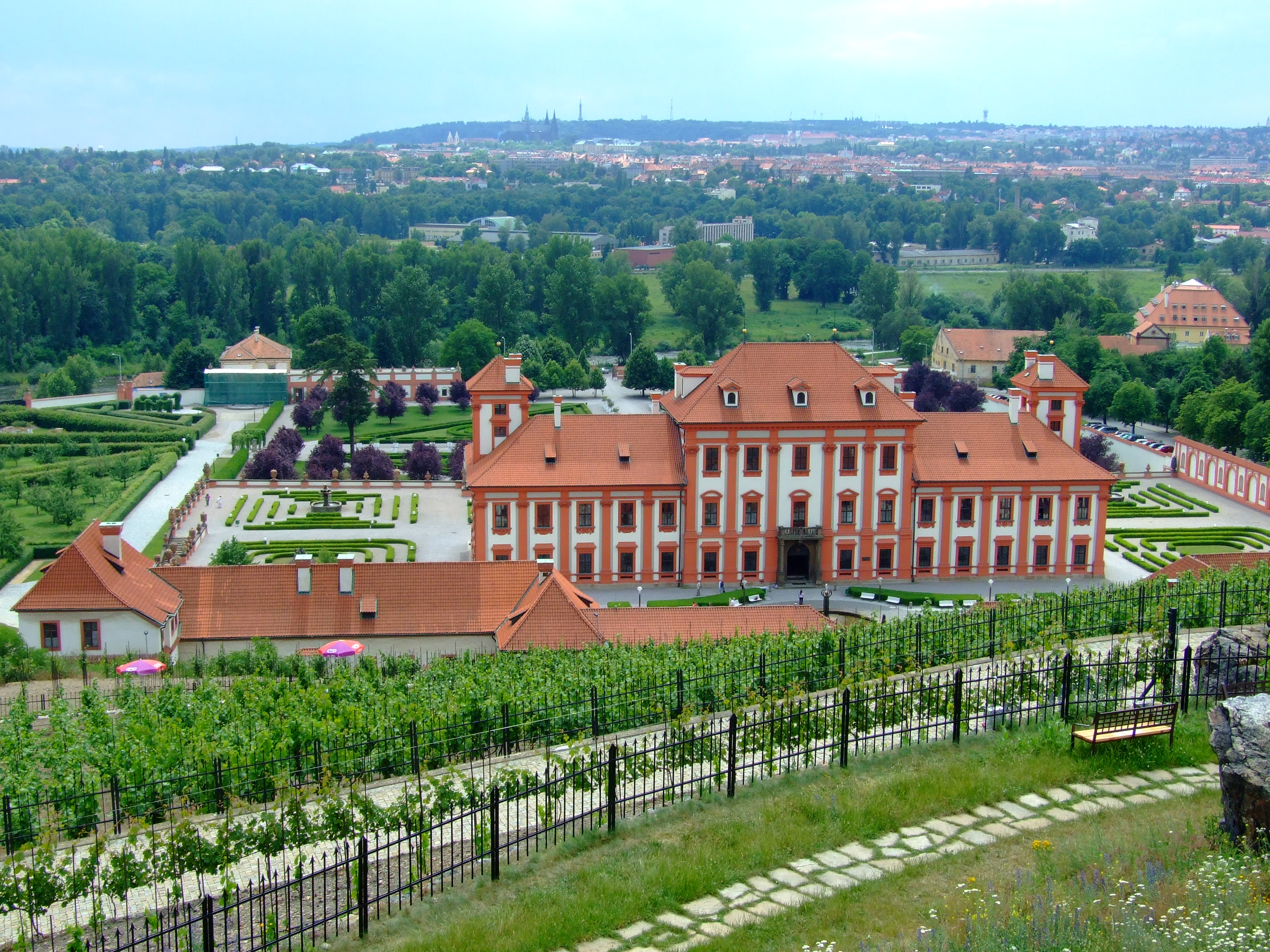
Trojský zámek

### Kostely
- Kostel svaté Ludmily (Vinohrady)
- Kostel svatého Cyrila a Metoděje
- Kostel svatého Václava na Smíchově
- Kostel svatého Václava na Proseku
- Kostel svatého Gabriela
- Kostel svatého Michaela
- Kostel svatého Bartoloměje (Kyje)
- Kostel Nejsvětějšího srdce Páně
- Kostel svatého Jana Nepomuckého na Skalce

### Ostatní stavby
- Letohrádek Hvězda
- Břevnovský klášter
- Místodržitelský letohrádek
- Trojský zámek
- Invalidovna
- Průmyslový palác na Výstavišti
- Bertramka
- Národní památník na Vítkově

### Národní kulturní památky, které nemají charakter stavby
- Olšanské hřbitovy
- Kobyliská střelnice
- Oppidum Závist
- Šárecké hradiště